# Benediktweg (Deutschland)
Der Benediktweg ist ein 248 Kilometer langer Radwanderweg im südöstlichen Oberbayern, der sowohl Stätten der Kindheit und der Jugend von Joseph Ratzinger (später Papst Benedikt dem XVI.) als auch Orte mit kirchlicher und kultureller Bedeutung in der Region miteinander verbindet.
Er wurde am 17. August 2005 eröffnet und führt auf verkehrsarmen Nebenstraßen und Wald- oder Feldwegen ausgehend von Altötting über Marktl, Tittmoning, Traunstein und Wasserburg am Inn zurück nach Altötting. Entlang der Strecke wird auch auf abseits gelegene Orte hingewiesen (beispielsweise Unterwössen, wo Ratzinger mehrmals seinen Urlaub auf dem Bichlhof der Barmherzigen Schwestern verbracht hat).
Verantwortlich für die Errichtung und die Vermarktung ist der Tourismusverband Inn-Salzach.

## Verlauf
- Altötting (älteres Madonnenwunder)
- Marktl (Geburtsort von Papst Benedikt XVI.)
- Burghausen
- Asten
- Tittmoning (Hier ging er in den Kindergarten und empfing später den „Ruf“)
- Tengling
- Waging am See
- Traunstein (Joseph Ratzinger besuchte von 1937 bis 1943 das Humanistische-Gymnasium (seit 1965 umbenannt in Chiemgau-Gymnasium). Dann wurde er dienstverpflichtet als Flakhelfer in der Umgebung von München mit Teilzeit-Unterricht am Maximilians-Gymnasium München. Doch allen Schicksalsschlägen zum Trotz konnten 1951 Joseph Ratzinger und sein Bruder Georg Ratzinger in der Stadtpfarrkirche St. Oswald die Priesterweihe empfangen.)
- Chieming
- Seebruck
- Seeon
- Gstadt (mit Überfahrt nach Frauenchiemsee, der Fraueninsel im Chiemsee mit dem Benediktinerinnenkloster, das in bald 1300 Jahren (fast) ungebrochener Tradition das spirituelle Herz des Chiemgaus bildet.)
- Eggstätt
- Höslwang
- Amerang
- Evenhausen
- Wasserburg am Inn
- Gars am Inn
- Kloster Au am Inn
- Aschau am Inn
- Mühldorf am Inn
- Polling
- Tüßling